# Campionati del mondo Ironman del 1990
I Campionati del mondo Ironman del 1990 hanno visto trionfare per la seconda volta tra gli uomini lo statunitense Mark Allen, davanti al connazionale Scott Tinley e al finlandese Pauli Kiuru.
Tra le donne si è laureata campionessa del mondo per la seconda volta la neozelandese Erin Baker.

## Ironman Hawaii - Classifica

### Uomini
| Pos. | Tempo   | Nome         | Paese       | Ripartizione tempi | Ripartizione tempi | Ripartizione tempi | Ripartizione tempi | Ripartizione tempi |
| Pos. | Tempo   | Nome         | Paese       | Nuoto              | T1                 | Bici               | T2                 | Corsa              |
| ---- | ------- | ------------ | ----------- | ------------------ | ------------------ | ------------------ | ------------------ | ------------------ |
|      | 8:28:17 | Mark Allen   | Stati Uniti | 0:51:43            | 0:00               | 4:43:45            | 0:00               | 2:52:48            |
|      | 8:37:40 | Scott Tinley | Stati Uniti | 0:52:36            | 0:00               | 4:51:33            | 0:00               | 2:53:30            |
|      | 8:39:24 | Pauli Kiuru  | Finlandia   | 0:52:48            | 0:00               | 4:51:32            | 0:00               | 2:55:04            |
| 4    | 8:45:48 | Rob Barel    | Paesi Bassi | 0:52:20            | 0:00               | 4:50:24            | 0:00               | 3:03:03            |
| 5    | 8:46:07 | Greg Welch   | Australia   | 0:51:51            | 0:00               | 4:52:20            | 0:00               | 3:01:56            |
| 6    | 8:46:36 | Henry Kiens  | Stati Uniti | 0:51:48            | 0:00               | 4:52:26            | 0:00               | 3:02:21            |
| 7    | 8:47:37 | Paul Huddle  | Stati Uniti | 0:53:47            | 0:00               | 4:51:30            | 0:00               | 3:03:19            |
| 8    | 8:50:17 | Jürgen Zäck  | Germania    | 0:53:46            | 0:00               | 4:49:05            | 0:00               | 3:07:26            |
| 9    | 8:57:06 | Ray Browning | Stati Uniti | 0:52:17            | 0:00               | 4:51:54            | 0:00               | 3:12:54            |
| 10   | 8:57:29 | Jeff Devlin  | Stati Uniti | 0:57:20            | 0:00               | 4:55:59            | 0:00               | 3:04:09            |

### Donne
| Pos. | Tempo    | Nome                 | Paese         | Ripartizione tempi | Ripartizione tempi | Ripartizione tempi | Ripartizione tempi | Ripartizione tempi |
| Pos. | Tempo    | Nome                 | Paese         | Nuoto              | T1                 | Bici               | T2                 | Corsa              |
| ---- | -------- | -------------------- | ------------- | ------------------ | ------------------ | ------------------ | ------------------ | ------------------ |
|      | 9:13:42  | Erin Baker           | Nuova Zelanda | 0:56:37            | 0:00               | 5:12:52            | 0:00               | 3:04:13            |
|      | 9:20:01  | Paula Newby-Fraser   | Zimbabwe      | 0:57:05            | 0:00               | 5:14:45            | 0:00               | 3:08:10            |
|      | 10:00:34 | Terry Schneider      | Stati Uniti   | 1:01:56            | 0:00               | 5:32:12            | 0:00               | 3:26:25            |
| 4    | 10:02:54 | Amy Aikman           | Paesi Bassi   | 1:00:00            | 0:00               | 5:38:04            | 0:00               | 3:24:49            |
| 5    | 10:04:33 | Jan Wanklyn          | Australia     | 0:55:02            | 0:00               | 5:46:09            | 0:00               | 3:23:21            |
| 6    | 10:08:02 | Kirsten Hanseen Ames | Stati Uniti   | 0:55:06            | 0:00               | 5:31:07            | 0:00               | 3:31:49            |
| 7    | 10:13:10 | Tina Bischoff        | Stati Uniti   | 0:55:17            | 0:00               | 5:52:05            | 0:00               | 3:25:46            |
| 8    | 10:15:12 | Krista Whelan        | Germania      | 1:02:38            | 0:00               | 5:39:29            | 0:00               | 3:33:03            |
| 9    | 10:16:44 | Fernanda Keller      | Brasile       | 1:01:33            | 0:00               | 5:41:52            | 0:00               | 3:33:18            |
| 10   | 10:17:21 | Irma Zwartkruis      | Stati Uniti   | 1:00:15            | 0:00               | 5:31:35            | 0:00               | 3:45:31            |

## Ironman - Risultati della serie

### Uomini
| Evento      | Oro              | Tempo   | Argento     | Tempo   | Bronzo       | Tempo   |
| New Zealand | Ken Glah         | 8:39:12 | Pauli Kiuru | 8:39:12 | Scott Tinley | 8:54:40 |
| Australia   | Rodney L. Cedaro | 8:58:20 | D. Collins  | 9:02:47 | C. Southwell | 9:07:11 |

### Donne
| Evento      | Oro        | Tempo    | Argento       | Tempo    | Bronzo          | Tempo    |
| New Zealand | Erin Baker | 9:38:26  | Jan Wanklyn   | 9:53:49  | Terry Schneider | 10:18:07 |
| Australia   | S. Belyea  | 10:22:12 | Jenny Bonnett | 10:30:13 | M. Mentha       | 10:34:33 |

## Calendario competizioni
| Progr. | Data          | Evento              | Sede                                   | Nazione       |
| ------ | ------------- | ------------------- | -------------------------------------- | ------------- |
| 1      | 24 marzo 1990 | Ironman New Zealand | Taupo                                  | Nuova Zelanda |
| 2      | 1 aprile 1990 | Ironman Australia   | Forster/Tuncurry, Nuovo Galles del Sud | Australia     |